# Долматовы-Карповы
Долматовы-Карповы (Далматовы-Карповы) — древний русский дворянский род, Рюриковичи, утратившая княжеский титул, ветвь рода Карповы. Род внесён в Бархатную книгу.

## Происхождение
Согласно родословным, род является ветвью князей Фоминских и Березуйских. Константин Юрьевич, князь Фоминский и Березуйский, имел троих сыновей — Фёдора Красного, Фёдора Слепого и Фёдора Меньшого. Вероятно, все трое служили великим князьям Московским. Родословные указывают у Фёдора Слепого одного сына, Андрея Коробья, единственный сын которого, Фёдор Коробьин, в 1-й четверти XV века уехал на службу к великому князю Тверскому. Он оставил двоих сыновей. Из них Семён Бокей стал родоначальником Бокеевых, а Карп — Долматовых-Карповых.

## История рода
Точно не установлено, какое именно положение Фёдор и его сыновья занимали при дворе великого князя Тверского. Однако незадолго до упразднения великого княжества Тверского «многие тверские бояре и дети боярские испытывая обиды и притеснения от москвичей и не находя защиты от своего князя, стали уезжать в Москву и бить челом о принятии их на службу».
Среди перешедших на московскую службу летописи (1475/1476) упоминают Ивана, Фёдора и Семёна Карповых и Василия Бокеева. Хотя Семён Карпов вместе с Василием Бокеевым упоминаются, как воеводы во время похода на Вятку (1488—1489), но никто из выехавших до думских чинов не дослужился. Однако в следующих поколениях удалось продвинуться потомкам старшего из Карповых — Ивана Фёдоровича Карпова. Фёдор Иванович Карпов († 1530) вместе с братьями Никитой и Семёном упоминаются, как постельничие Ивана III, в походе на Новгород (1495). Фёдор Иванович упоминается как окольничий (1516—1517), а его бездетный брат Никита Иванович († 1532) стал окольничим (1522). Фёдор Иванович — наместник в г. Юрьеве-Польском (1519), стал первой фигурой в восточной дипломатической службе России (1520-е).
Были в думе и двое старших сыновей Фёдора Ивановича. Иван Фёдорович Большой († 1554) (по другой версии — Иван Фёдорович Меньшой) был боярином великой княгини (1547), а его брат Долмат Фёдорович Карпов († 1571), окольничий (1548—1565), воевода сторожевого полка, в числе других был основателем города Свияжска (1551), участвовал в полоцком походе (1562), «по весне послан в Астрахань на годование <..> с детьми», воевода в Астрахани (1570—1571). Его потомки усвоили родовое прозвание Долматовы-Карповы.
Многие представители рода во второй половине XVI века упоминаются, как воеводы и наместники, однако после смерти Долмата никто до думских чинов не дослужились.
Только в XVII веке двое представителей рода попали в думу. Лев Иванович Долматов-Карпов († 1643), упоминается, как окольничий (1627—1640), а его племянник Фёдор Борисович из стольников (1627—1640), пожалован в окольничие (1640), боярин царя Алексея Михайловича (1649—1658) , участвовал в кампании (1660) во время войны с Польшей. После его смерти род Долматовых-Карповых угас († 1660).
В XVII столетии Долматовы-Карповы владели поместьями в Коломенском уезде.

## Описание герба
На щите, имеющем серебряное поле, изображена чёрная пушка на золотом лафете, поставленном на траве, и на пушке сидит райская птица. Щит покрыт мантиею и шапкою, принадлежащими Княжескому достоинству.
Как шапка, так и мантия Княжеские дворянскому роду Карповых присвоены потому, что род дворян Карповых происходит от Князей Смоленских, как ниже сего означено, и имеет Герб Смоленских Князей. Герб рода Карповых внесен в Часть 5 Общего гербовника дворянских родов Всероссийской империи, стр. 12.

## Генеалогия

### Происхождение от Фоминско-Березуйских князей
- Юрий Константинович, князь фоминский и Ржевский
  - Константин Юрьевич, князь Фоминский и Березуйский
    - Фёдор Константинович Красный (ок. 1300 — 5 марта 1387), князь Фоминский и Березуйский; жена: Евпраксия Фёдоровна, дочь смоленского князя Фёдора Святославича
      - Михаил Фёдорович Крюк, боярин
        - Борис Михайлович Крюков, боярин
        -  Иван Михайлович Крюков, боярин

      - Иван Фёдорович Собака, боярин
        -  Травины, Скрябины, Осокины, Пырьевы

      - Борис Фёдорович Вепрь
        -  Василий Борисович Вепрев
          -  Фёдор Васильевич Вепрев

      -  Иван Фёдорович Уда, боярин

    - Фёдор Константинович Средний, князь Фоминский и Березуйский
      -  Андрей Фёдорович Коробья
        -  Фёдор Андреевич Коробьин
          - Семён Фёдорович Бокей
            -  Бокеевы

          -  Карп Фёдорович
            -  —> Карповы и Долматовы-Карповы

    -  Фёдор Константинович Меньшой (ум. 1-я половина XIV века), князь Фоминский, Березуйский и Ржевский
      - Василий, князь Козловский
        -  князья Козловские

      - Фёдор Фёдорович (ум. 1348), князь Ржевский
        -  Ржевские

      -  Иван Фёдорович Толбуга
        -  Толбузины

  -  Фёдор Юрьевич, князь Ржевский
    - Борис Фёдорович
      -  Александр Борисович Поле (ум. после 1401), боярин в 1389
        -  Полевы

    -  Остафий Фёдорович
      -  Иван Остафьевич Еропка
        -  Еропкины

### Карповы и Долматовы-Карповы
- Карп Фёдорович
  - Иван Карпович
    - Фёдор Иванович Карпов (ум. в 1529/1530), окольничий в 1516/1517
      - Иван Фёдорович Большой Карпов (ум. 1553/1554), боярин великой княгини в 1547/1548
      - Долмат Фёдорович Карпов (ум. 1570/1571), окольничий в 1548/1549 году, воевода
        - Михаил Долматович Карпов (ум. после 1578), воевода
          -  Никита Михайлович Карпов (ум. после 1577), стольник в 1577

        -  Иван Долматович Карпов (ум. после 1584), воевода
          - Лев Иванович Долматов-Карпов (ум. 1643), окольничий в 1626, воевода
          - Борис Иванович Долматов-Карпов (ум. после 1607), дворянин московский в 1607
            -  Фёдор Борисович Долматов-Карпов (ум. 1660), стольник, окольничий с 1645, боярин в 1658, воевода

          -  Леонтий Иванович Долматов-Карпов (ум. после 1606), стряпчий в 1606

      - Иван Фёдорович Меньшой Карпов
      -  Василий Фёдорович Карпов

    - Никита Иванович Карпов (ум. 1531/1532), оружничий в 1515/1516, окольничий с 1522/1523, 1-й судья в Посольском приказе
    - Семён Иванович Карпов
    -  Иван Иванович Карпов

  - Фёдор Карпович
    -  Карповы

  -  Семён Карпович, воевода
    -  Карповы